# جو لو
لو تايك جو (مواليد 4 نوفمبر 1981)، الشهير باسم جو لو، رجل أعمال ماليزي وهارب دولي تطارده السلطات في ماليزيا وسنغافورة والولايات المتحدة لصلته بفضيحة الصندوق السيادي الماليزي (بالإنجليزية: 1Malaysia Development Berhad). يُتهم بأنه العقل المدبر لعملية احتيال مزعومة في الشركة، إذ يزعم المدعون أن لو كان قد خطط لتحويل 4.5 مليار دولار أميركي من حسابات الشركة إلى حساباته الشخصية، كما أنه مستفيد من عدد من الأصول الاستئمانية التقديرية التي قالت حكومة الولايات المتحدة إنها تنبع من مدفوعات من صندوق الشركة.
يُعتقد أن مكان تواجد جو لو هو الصين، حيث يسافر كثيرًا عبر مدنها الرئيسية سرًا. تمكن من السفر بحرية على الرغم من أن الشرطة الماليزية قدمت إخطارًا عنه إلى الإنتربول، قائلةً إن هذه الإجراءات لها دوافع سياسية.
صرح لو أنه «لن يخضع لأي سلطة قضائية يحدد فيها الساسة الذنب مسبقًا، ولا توجد فيها إجراءات قانونية مستقلة»، كما أنه أصر على براءته طوال فترة إعلان الفضيحة، ويؤكد باستمرار على أن السلطات الماليزية تقوم بحملة من المضايقات والاضطهاد السياسي عليه بسبب دعمه لرئيس الوزراء السابق نجيب عبد الرزاق.

## نشأته
ولد لو لعائلة ماليزية صينية ثرية، ونشأ في بلدة جورج تاون في جزيرة بينانق. لم تحظ عائلته تاريخيًا بمكانة مرموقة. كان جده لو مينغ تاك رجل أعمال من مواليد غوانغدونغ في الصين، وكان له استثمارات في منشآت تصنيع الحديد الخام والخمور في تايلاند بين عامي 1960 و1970، وفي العقارات في تايلاند وماليزيا وهونغ كونغ. أسس لاري لو هوك والد لو شركة قابضة للاستثمارات باسم أم دبليو إي القابضة (بالإنجليزية: MWE holdings).
كان جو لو الأصغر بين ثلاثة أطفال. ارتاد مدرسة تشونغ لينغ الثانوية ومدرسة بينانق الدولية قبل أن يُبتعث إلى مدرسة هارو العليا في لندن، التي تفتخر بخريجيها البارزين بمن فيهم رئيس الوزراء البريطاني السابق ونستون تشرشل وأول رئيس وزراء للهند جواهر لال نهرو. انتهز هذه الفرصة لتقوية علاقاته مع الطلاب من عائلات قوية، بما في ذلك العائلات المالكة في الشرق الأوسط وبروناي. في لندن، نشأت علاقة وثيقة بينه وبين رزا عزيز، ابن زوجة رئيس الوزراء الماليزي السابق نجيب عبد الرزاق. التحق جو لو بعد ذلك بكلية وارتون لإدارة الأعمال في جامعة بنسيلفانيا، حيث واصل تطوير علاقاته مع الماليزيين وكذلك مع شخصيات كويتية وأردنية، وبدأ بإدارة أموال أصدقائه وعائلته.
يتحدث لو خمس لغات هي: الإنجليزية، والملايو، والصينية يؤ، وهوكين، وتيوتشيو.

## التعاملات التجارية والثروة
على الرغم من أن ادعاء جو في بداية حياته المهنية أنه كان يستثمر ويقوم بعمليات شراء وصفقات نيابة عن مستثمرين آخرين للحفاظ على قدر ضئيل من ثروة أسرته، إلا أنه صرح عام 2015 أن عائلته تمتلك مصادر دخل مستقلة. في حين أشارت مقالة نشرت بجريدة نيويورك تايمز عام 2015 إلى أن عائلته كانت ذات «ثروة فارغة إلى حد ما».

### حياته المهنية
كانت أول صفقة كبرى لشركة جو لو هي شراء بيت التمويل الكويتي في عام 2006 لمبنى شقق فاخرة في كوالالمبور بمبلغ 87 مليون دولار أمريكي. وفقًا لصحيفة نيويورك تايمز، «بحلول عام 2007، شكل لو مجموعة استثمارية ضمت أميرًا ماليزيًا، وشيخًا كويتيًا، وصديقًا من الإمارات العربية المتحدة أصبح فيما بعد سفيرًا في الولايات المتحدة والمكسيك، وهو الآن أحد أقوى الشخصيات المساعدة لولي عهد أبو ظبي». بحلول عام 2010، عزز لو ثروته في شركة جينويل كابيتال، التي كان مسؤولًا رئيسيًا فيها.
خلال عمله في شركة جينويل كابيتال، طور لو علاقاته مع بعض أكبر صناديق الثروة السيادية وأكثرها شهرة في العالم، بما في ذلك شركة مبادلة للاستثمار في أبو ظبي والهيئة العامة للاستثمار في الكويت. ارتبط اسم جينويل بعدة صفقات من بينها شراء فندق بارك لين في نيويورك بمبلغ 660 مليون دولار أمريكي عام 2013 مع مجموعة ويتكوف وشركة مبادلة، واستحواذ الشركة على قطاع الطاقة الساحلية عام 2014 مقابل 2.2 مليار دولار أميركي، بالإضافة إلى استحواذها على شركة إيه أم آي للنشر الموسيقي عام 2012 بمبلغ 2.2 مليار دولار أمريكي مع مجموعة بلاكستون، وسوني، ومبادلة. كان جو لو عراب صفقة شراء غير ناجحة بلغت قيمتها 2.2 مليار دولار أمريكي لشراء شركة ريبوك من شركة أديداس في أكتوبر 2014.
دعم جو لو عزيز في تأسيس شركة ريد جرانتي بيكتشرز، وهي شركة إنتاج هوليوودية مسؤولة عن إنتاج عدة أفلام من بينها ذئب وول ستريت، والغبي والأغبى 2.

### الصندوق السيادي الماليزي
أصبح نجيب عبد الرزاق رئيس وزراء ماليزيا عام 2009، وسرعان ما أصبح رئيسًا لمجلس المستشارين في الصندوق السيادي الماليزي. رغم أن أن جو لو لم يحصل على أي منصب رسمي قط، فقد اعترف بأنه «تشاور» من حين لآخر مع الشركة، وأنه كان ضالعًا في عدد من المعاملات والصفقات التي تربط مصالحه الخاصة بمصالحها، والتي ادعى أنها سليمة من الناحية القانونية.
ذكرت صحيفة وول ستريت جورنال وجود أملاكٍ بقيمة 33.5 مليون دولار في مانهاتن لشركة قابضة تملكها عائلة لو، ثم بيعت ونقلت إلى شركة أخرى يملكها ابن زوجة عبد الرزاق. بالإضافة إلى منزل آخر في بيفرلي هيلز، كان مملوكًا لشركة قابضة تملكها عائلة لو، بيعت إلى ابن زوجة عبد الرزاق عن طريق نقل أسهم الشركة له.
في أكتوبر 2016، أخطرت منظمة الشرطة الجنائية الدولية (الإنتربول) بناء على طلب من سنغافورة ماليزيا بتحديد مكان لو وإلقاء القبض عليه للتحقيق معه في قضية تتعلق بتدفقات الصندوق السيادي الماليزي في نطاق ولايتها القضائية. وذكر ممثل شرطة سنغافورة أن طلب المساعدة في القبض على لو كان قد أُرسل إلى وزارة العدل في هونغ كونغ في إبريل 2016، إلا أن السلطات رفضت التجاوب مع الطلب.
عقب الانتخابات العامة الماليزية عام 2018، أعاد رئيس الوزراء الجديد مهاتير محمد فتح التحقيقات المكثفة في قضية الصندوق السيادي الماليزي، وعلى الرغم من النتائج التي توصل إليها النائب العام الماليزي السابق محمد أباندي علي ولجنة مكافحة الفساد الماليزية بعدم ارتكاب أية جرائم أو مخالفات، أُصدرت أوامر بالقبض على لو. وصف المتحدث باسم لو أن التهم التي أدت إلى إصدار مذكرة التوقيف هي بمثابة «انتقام سياسي» دبره نظام مهاتير، الذي وصفه بأنه يتجاهل سيادة القانون. وفي ضوء أوامر التوقيف، يعتبره البعض هاربًا من العدالة، حيث قيل إن السلطات الماليزية قد بحثت عنه لإجراء تحقيق فيما يتعلق بالقضية، على الرغم من موافقته على المساعدة في ذلك.
ذكرت جريدة جنوب الصين الصباحية أن لو ما زال يدير شؤون شركاته في هونغ كونغ. كما وقع على وثائق لصالح شركة جينويل كابيتال الخاصة وجينويل للأعمال الخيرية غير الربحية في يوليو 2018، على الرغم من أن السلطات الماليزية تتطلع إلى اعتقاله على خلفية فضيحة الصندوق السيادي الماليزي، التي قال إنها ذات دوافع سياسية، وزُعم أنه كان في مناقشات مع الحكومة الماليزية حول صفقة محتملة، ولكن لم يتوصل الطرفان إلى أي اتفاق.